# Luis Fernando Macías
Luis Fernando Macías (n. 14 de mayo de 1982, Lagos de Moreno, Jalisco) es un ciclista profesional mexicano.
Campeón de México contrarreloj sub-23, en 2005 estuvo compitiendo en España en el equipo amateur Alfus-Tedes con quién consiguió la victoria en la Semana Aragonesa
Regresó a México en 2006 para competir por el equipo Continental Chivas Cycling Team y un año más tarde por Tecos-Trek. En 2008 fue campeón mexicano de ruta y logró la medalla de plata en el Campeonato Panamericano de Ciclismo en Ruta, también en la prueba de ruta.
Luego de la desaparición del equipo Tecos-Trek a finales de 2009, para la temporada 2010 firmó con el estadounidense Rock Racing. El equipo había solicitado una plaza como Profesional Continental pero fue denegada y finalmente fue recalificado amateur. Igualmente Macías compitió por el equipo y en la Vuelta a México logró la 4.ª etapa
Para finales de año dejó el equipo y se unió al equipo mexicano también amateur Canel's Turbo y participó de la Vuelta a Guatemala.
Para las temporada 2011 volvió al ciclismo profesional al ser contratado por el Movistar Team Continental.

## Palmarés
2003
- .1.º en el Campeonato Nacional Sub-23, contrarreloj

2006
- 3.º en el Campeonato de México en Ruta

2007
- 1 etapa de la Vuelta a Cuba

2008
- Campeonato de México en Ruta
- 2.º en el Campeonato Panamericano de Ciclismo en Ruta
- 1 etapa de la Vuelta a Chihuahua

2010
- 1 etapa de la Vuelta a México
- 2.º en el Campeonato de México en Ruta